# Bande u GTA: San Andreas
U GTA: San Andreas se pojavljuju različite bande, uključujući ulične bande te različite obitelji organiziranog kriminala, slične kriminalnim organizacijama u južnoj Kaliforniji. Ulične bande imaju puno veću ulogu, jer je protagonist Carl Johnson i sam u uličnoj bandi i sudjeluje u borbi protiv drugih bandi. Također, sukobi su dovedeni na potpuno novu razinu te igrač može osvajati teritorije dvaju protivničkih bandi u Los Santosu, Ballasa i Vagosa, dobivajući tako poštovanje i novac.

## Los Santos
U Los Santosu djeluju ulične bande Grove Street Families, Ballas, Vagos i Varrios Los Aztecas, te ruska mafija.

### Grove Street Families
Grove Street Families su afroamerička banda i najvažnija banda u igri; banda čiji je član bio i ponovno postaje Carl Johnson, te oko koje se vrti glavnina radnje. Glavno središte im je kvart Ganton (baziran na Comptonu), u ulici Grove Street, gdje živi nekoliko članova najvažnijih za radnju igre. Osim Gantona, GSF ima još dva seta (podgrupe ulične bande): prvi je Seville Boulevard Families u kvartu Seville, a drugi je Temple Drive Families na zapadnoj strani grada. Do 1987. godine, kada je ubijen Brian Johnson i CJ odlazi u Liberty City, bili su prilično jaka banda; međutim, utjecaj im je oslabio pojavom trgovine crackom i ugnjetavanjem od strane policije. Naime, rivalna afroamerička banda Ballas je ojačala svoj utjecaj dilajući crack i infiltrirajući svoje dilere u Grove Street, pretvarajući mnoge članove GSF-a u ovisnike, slično kao i Vagosi, glavna hispanska banda u gradu. Također, CJ po dolasku u grad saznaje da su i setovi u međusobnoj zavadi, vjerojatno također zbog trgovine drogom, koju vođa GSF-a Sweet zabranjuje.Carl se postupno reintegrira u svoju bandu i, zajedno s Big Smokeom, Sweetom i Ryderom, ponovno je čini jakom. Međutim, Ryder i Big Smoke izdaju bandu sklopivši posao s drogom s Ballasima i korumpiranim policajcima; u krvavom sukobu s Ballasima Sweet je ranjen i završava u zatvoru, članovi bande su mrtvi, zatvoreni ili ovisni o cracku, te Grove Street potpuno gubi svoj utjecaj, a teritorij im preuzimaju Ballasi i Vagosi. Nakon povratka u Los Santos, CJ i Sweet vrate Grove Streetu moć te se, nakon izbijanja nemira, obračunaju s Big Smokeom i policajcem Tenpennyjem, glavama trgovine crackom u San Andreasu.
Boja Grove Street Familiesa je zelena; svaki član koji se pojavi na ulici na sebi ima nešto zelene boje, isto kao i članovi koji se pojavljuju samo u misijama. Iako svi setovi GSF-a nose zeleno, mogu se ponašati neprijateljski prema igraču sve do završetka misije Reuniting the Families, jer su do tada u međusobnoj zavadi. Članovi Grove Streeta koriste razvijen sustav slengova i ručnih znakova, te se na ulici često upuštaju u komunikaciju s CJ-om, pozdravljajući ga ili mu dobacujući nasumične komentare, ovisno o izgledu igrača. Glavna vozila na ulici su im Savannah, Greenwood i Voodoo, a najdraže radio stanice Radio Los Santos i Playback FM (Sweetova i Big Smokeova najdraža radio stanica je Bounce FM, a po ulasku u Sweetov auto ponekad se može čuti i CSR 103.9). Grove Street Families su utemeljeni na losanđeleskoj afroameričkoj bandi Crips, iako ima razlika; npr. boja Cripsa je plava, a GSF-a zelena.

### Ballas
Ballas su najjača afroamerička banda i najjača banda u Los Santosu uopće, te su smrtni neprijatelji s Grove Street Families. Svoju moć su stvorili dilanjem teških droga, ponajviše cracka, te infiltrirajući svoje dilere na teritorij Grove Street Familiesa, čime su ih i dotukli stvarajući među njima brojne ovisnike o drogi. Imaju četiri seta: Front Yard Ballaz u četvrtima Idlewood i Willowfield, najviše uvučen u dilanje cracka i najopasniji za GSF, Rollin Heights Ballaz na istočnoj strani grada, Kilo Trey Ballaz, najmanji set, kontrolira samo četvrt Glen Park, i Temple Drive Ballaz na zapadnoj strani grada (njihov teritorij su preuzeli Grove Street Families za vrijeme CJ-eva odsustva, a ponovno vraćaju taj teritorij pod svoju vlast nakon misije Green Sabre). Stvorili su poslovne odnose s dilerima iz redova hispanske bande Vagos, kupujući od njih drogu, i ruskom mafijom koja je stigla u grad nakon pada komunizma, od kojih kupuju oružje. CJ i njegovi prijatelji su napadnuti od Ballaza već nakon CJ-evog dolaska u grad, kad ih napadnu na izlazu iz groblja u Vinewoodu, te se kroz prvi dio radnje CJ postupno bori protiv njih; prvo zajedno s Ryderom pretuče njihove dilere droge u Grove Streetu i Idlewoodu, zatim sudjeluje u drive-by pucnjavama, osvoji Glen Park te ubije izdajnika GSF-a, te konačno ubije utjecajnog člana bande, Kanea, na groblju u Vinewoodu. Nakon misije Green Sabre i Ryderove i Big Smokeove izdaje, preuzimaju sve teritorije Grove Streeta te drže najveći dio trgovine drogom u svojoj vlasti, zajedno s Big Smokeom, nabavljajući crack iz San Fierra preko Ryderove veze zvane Loco Syndicate. Grove Street Families se vraćaju na ulice nakon misije Home Coming, te ponovno počinju jačati svoj utjecaj, a igrač može ponovno osvajati njihove kvartove.
Boja Ballaza je ljubičasta; svaki član na ulicama ima na sebi nešto u određenoj nijansi ljubičaste boje (izuzetak su dileri droge u Grove Streetu, koji nose plave traperice, crne majice bez rukava i crne kape). Nisu poznata imena mnogo članova; neki od njih su Little Weasel, bivši član GSF-a koji se preselio u Glen Park i počeo dilati drogu; ubijen od strane CJ-a u misiji Doberman, i Kane, istaknuti član Front Yard Ballaza, malo vjerojatno i njihov vođa, ubijen na groblju u Vinewoodu. Vrlo je moguće da je Alan Crawford, bivši Madd Doggov menadžer, u prošlosti bio član Ballaza, što navodi u jednoj misiji. Osim s GSF-om, neprijatelji su i s Aztecasima, jer su i oni protiv dilanja droge, dok su s Vagosima sklopili savezništvo zbog trgovine drogom; međutim, jer je East Los Santos, inače većinski hispanski etnički teritorij, pod vlašću Ballasa, moguće je da su ratovali u prošlosti. I Ballasi i Vagosi su neprijatelji GSF-u te i jedni i drugi rade na osiguranju Big Smoke-ove "tvrđave", zajedno s hispanskom bandom San Fierro Rifa i ruskom mafijom. Najdraže radio stanice su im Bounce FM i Radio Los Santos, dok se izvan misija na cestama pojavljuju u samo dvije vrste vozila: Majestic i Tahoma. Najvjerojatnije su parodija stvarne afroameričke bande Bloods, međutim, ima razlika, npr. boja Bloodsa je crvena, a Ballasa ljubičasta.

### Los Santos Vagos
Los Santos Vagos su najjača i najstarija hispanska ulična banda u Los Santosu, te neprijatelji Grove Street Familiesa i Varrio Los Aztecasa. Kontroliraju četiri kvarta na istočnoj strani grada, gdje se kasnije nalazi i Big Smokeova tvrđava droge. Iako je East Los Santos pod vlašću Ballasa, neki članovi Vagosa žive i tamo. Teško su uvučeni u dilanje droge, ponajviše cracka, ali prodaju i marihuanu, te se, slično kao i Grove Street Families i Ballas, na ulicama često mogu vidjeti s cigaretama "trave" u ruci. Kao neprijatelji se pojavljuju u manje misija nego Ballasi, a nakon misije Doberman moguće je osvajati njihove teritorije. Nakon misije Green Sabre preuzimaju teritorij Varrios Los Aztecasa te nastavljaju s trgovinom droge, sklopivši posao s Big Smokeom i C.R.A.S.H.-om. Madd Dogg, nakon što mu CJ uništi karijeru, postaje ovisan o alkoholu i kokainu te proda svoju vilu velikom dileru droge Big Poppi, utjecajnom članu Vagosa. Nakon što se Madd Dogg vrati s odvikavanja i čist je, CJ uz pomoć Wooziejevih trijada preuzme Mad Doggovu vilu od Vagosa te ubije Big Poppu u automobilskoj potjeri. Kasnije, za vrijeme nemira, pomogne Cesaru Vialpandu i članovima njegove bande preuzeti njihov teritorij od Vagosa, koji su jako dobro naoružani. Boja Vagosa je žuta, svi članovi nose žute marame omotane oko gornjeg dijela glave; inače su oskudno odjeveni, nose potkošulje, kratke hlače ili traperice, a neki imaju i gol torzo; svi imaju mnogo tjelesnih tetovaža. Kao i ostale ulične bande u Los Santosu, imaju razvijen sustav slengova i ručnih znakova; osim toga, u riječniku upotrebljavaju mnoge riječi na španjolskom jeziku. Najdraže su im radio stanice K-DST, Radio Los Santos i Bounce FM. Vagos su najvjerojatnije GTA kopija jakih hispanskih bandi na području Los Angelesa, kao što su MS-13, 18th Street Gang, White Fence ili Latin Kings, te, zbog sličnosti u imenu, kultne meksičko-američke bande Vatos Locos.

### Varrios Los Aztecas
Varrios Los Aztecas su manja meksička ulična banda u južnom dijelu Los Santosa, blizu centra grada, u četvrtima El Corona i Little Mexico, gdje se nalazi i glavni gradski kolodvor Unity Station. Vrlo su ponosni na svoje podrijetlo te predstavljaju latinoameričku kvartovsku kulturu u američkom društvu 90 - ih, što im se vidi na stilu odijavanja, te su veliki zagovornici lowrider kulture; organiziraju natjecanja u plesanju lowrider automobilima, s kojima se uglavnom voze na ulici, u dvorištu Unity Stationa, gdje su većina natjecatelja njihovi članovi. Nose odjeću tipične za mlade Meksikance u Americi 90-ih: lanene hlače, plave majice, plave traperice, sunčane naočale i odijeća inspirirana hip-hopom, te imaju tetovaže; svi koji se pojave na ulici oko glave imaju plave marame. Govore slengom s puno riječi na španjolskom. Na početku su neprijatelji s Grove Streetom, ali smire odnose jer je njihov vođa, Cesar Vialpando, u vezi s CJ-evom sestrom Kendl, te ujedno postaje i CJ-ev prijatelj. Smrtni su neprijatelji s Vagosima, te CJ u zadnjem dijelu igre čak pomaže Cesaru i njegovim gangsterima u borbi protiv njih; također, strogo se protive trgovini teških droga. Aztecasi će napasti CJ-a ako se na ulici izjasni kao član bande, a ako CJ i njegova banda napadnu Aztecase, oni će uzvratiti. Najdraže radio stanice su im Playback FM i Bounce FM. Varrios Los Aztecas su kopija manjih meksičkih bandi na jugu Kalifornije pod zajedničkim nazivom Surenos, među kojima sve nose plavu boju, kao i Aztecasi.

### Ruska mafija
Ruska mafija se javlja samo u trima misijama u igri, a na ulici se ne može naći uopće (osim pomoću cheatova). Ruska mafija došla je u grad nakon pada komunizma u istočnoj Europi, te je sklopila posao s Ballasima, prodajući im oružje. U prvom dijelu igre, Big Smoke odbija ponudu ruske mafije s kojima se sastao u neboderu, te je prisiljen zajedno s CJ-em bježati od njih na motoru u potjeri. Nakon toga, Tenpenny zaposli CJ-a da ubije njihovog dilera oružja, koji sklapa posao s Ballasima u luci. Na kraju se javljaju kao osiguranje u najvišim dijelovima Big Smokeove palače. Članovi ruske mafije izgledaju prilično dosljedno s ruskom mafijom u stvarnom svijetu: nose otmjena odijela, skupocjene jakne, te imaju tipičnu fizionomiju lica.

## San Fierro
U San Fierru djeluju jake azijske bande, te meksička banda San Fierro Rifa.

### Trijade
Trijade su jaka kineska kriminalna organizacija, koja je raširena po cijelom svijetu i ima velik utjecaj u kineskim zajednicama. U San Fierru djeluju posjedujući legalne poslovne objekte, kao što su restorani, kafei, kladionice i drugo, te pripremaju otvaranje velikog kasina u Las Venturasu s kineskom tematikom, nazvanog Four Dragons Casino; nisu uvučeni u trgovinu teškim drogama, te se čak bore protiv nje. Glavni neprijatelji su im moćna vijetnamska banda Da Nang Boys u San Fierru, te talijanska mafija u Las Venturasu. U San Fierru djeluju tri trijade: Mountain Cloud Boys, predvođena Wu Zi Mu-om, zvanim Woozie, slijepim gangsterom i vlasnikom kladionice u kineskoj četvrti koji se sprijatelji s CJ-em, Blood Feather Triad, koja je pobijena od Da Nang Boysa sve do smo jednog preživjelog člana, koji se sakrio, i Red Gecko, najmoćnija trijada u gradu, predvođena Ran Fa Li-jem, zvanim Farlie, starim gangsterom koji komunicira samo mumljanjem. Wu Zi Mu, uz pomoć CJ-a i svojih ljudi, povećava svoj utjecaj među trijadama sve dok od Farlieja ne dobije dopuštenje da otvori kasino u Las Venturasu. Također, trijadama su neprijatelji Loco Syndicate, te pomažu CJ-u i Cesaru u borbi protiv njih. Konačno, s CJ-em i Zeroom izvedu veliku pljačku mafijaškog Caligula's Palacea, te pomognu CJ-u preuzeti Madd Doggovu vilu od Vagosa. Trijade na ulicama imaju tipičnu kinesku fizionomiju lica, kratko su ošišani, nose crna odijela, te voze prilično luksuzne automobile. Vrlo su dobro naoružani; na ulicama se mogu naći sa strojnicama i kalašnjikovima. Najviše obitavaju u kineskoj četvrti i okolnim područjima. Utemeljeni su na stvarnim trijadama i tongovima, kineskim kriminalnim organizacijama koje imaju velik utjecaj u San Franciscu.

### Da Nang Boyz
Da Nang Boyz su jaka vijetnamska banda u San Fierru, najvjerojatnije kopija stvarne vijetnamske bande Asian Boyz. Najveći neprijatelji su im trijade, te su s njima trenutno u žestokom ratu. Za razliku od trijada, aktivno su uključeni u trgovinu droga u San Andreasu, pa su neprijatelji i s Loco Syndicateom, zbog čega i otmu Michaela Torena te su CJ i T-Bone Mendez prisijeni ići na aerodrom da ga spase i unište njihov kombi s kokainom. CJ pomaže Woozieju, vođi Mountain Cloud Boys trijade, u borbi protiv Da Nang Boysa, koji su čak pobili jednu kompletnu trijadu, Blood Feathers. Da Nang Boysi su aktivni u istočnom dijelu grada i oko gradske luke, te su također u vlasništvu dva teretna broda u zaljevu kraj grada, koji im služe kao fronta za krijumčarenje ljudi i droge, te također za useljenje novih članova bande. Nose odjeću tipičnu za azijske bande, te imaju mnogo tetovaža na vijetnamskom pismu. Također, u misijama se navodi mnogo šaljivih referenci na njihovo vijetnamsko, komunističko podrijetlo. Izvan misija svi sa sobom nose .9mm pištolje, a u misijama su još bolje naoružani i opremljeni. Najčešće voze automobile kao što su Manana i Tampa. Najdraže radio stanice su im CSR 103.9 i Bounce FM.

### San Fierro Rifa
San Fierro Rifa je meksička ulična banda u San Fierru, vrlo uključena u trgovinu crackom. Vođa im je T-Bone Mendez, jedan od članova Loco Syndicatea koji otprema drogu u Los Santos, vrlo nasilan i agresivan čovjek. CJ obavlja posao za T-Bonea i bandu kako bi mogao uništiti cijeli Loco Syndicate i ubiti Rydera. Članovi bande su neprijatelji s trijadama, Da Nang Boysima, Grove Street Familiesima i Varrios Los Aztecasima, dok surađuju s Ballasima i Vagosima. Vlasnici su dobro čuvane tvornice cracka na jugu San Fierra, koju CJ kasnije uništi s automobilom-bombom dobivenom od Woozieja. Iako se u misijama pojavljuju kao vrlo jaka banda, na ulicama su prilično slabi; većina ih se bori samo šakama, dok samo neki sa sobom nose .9mm pištolje; neki će čak i krenuti bježati kad ih igrač napadne. Kao i Aztecasi, članovi San Fierro Rifa nose plavu boju odjeće, nešto intenzivniju nego kod Aztecasa, te ona još više pokazuje njihovo Chicano podrijetlo. Najdraža radio stanica im je K-Jah West, koja emitira reggae glazbu, što je čudno, jer oni nisu Jamajkanci nego Meksikanci. San Fierro Rifa su kopija stvarnih manjih meksičkih bandi na prostoru sjeverne Kalifornije, poznatih pod zajedničkim nazivom Nortenos; međutim, boja Nortenosa je crvena, dok je boja San Fierro Rife plava.